# Droga nad Urwiskiem
Droga nad Urwiskiem – malownicza i miejscami widokowa droga leśna prowadząca do Karłowa w południowo-zachodniej Polsce, w pobliżu wierzchowiny środkowego piętra Gór Stołowych w Sudetach Środkowych. Długość drogi to około 4 km, przebiega ona na wysokości około 700–720 m n.p.m.

## Szlaki turystyczne
- (Główny Szlak Sudecki): Świeradów-Zdrój – … – Wambierzyce – Rogacz – Droga nad Urwiskiem – Karłów – Błędne Skały – Jakubowice – Kudowa-Zdrój – … – Prudnik[1].